# Synanthedon pensilis
Synanthedon pensilis is een vlinder uit de familie wespvlinders (Sesiidae), onderfamilie Sesiinae.
Synanthedon pensilis is voor het eerst wetenschappelijk beschreven door Swinhoe in 1892. De soort komt voor in het Oriëntaals gebied.